# Fierville-les-Parcs
Fierville-les-Parcs ist eine französische Gemeinde mit 236 Einwohnern (Stand 1. Januar 2022) im Département Calvados in der Region Normandie. Sie gehört zum Arrondissement Lisieux und zum Kanton Pont-l’Évêque. 
Sie grenzt im Norden an Manneville-la-Pipard, im Nordosten an Le Mesnil-sur-Blangy, im Osten an Blangy-le-Château, im Südosten an Saint-Philbert-des-Champs, im Süden an Le Breuil-en-Auge und im Westen an Pierrefitte-en-Auge.

## Bevölkerungsentwicklung
| Jahr      | 1962 | 1968 | 1975 | 1982 | 1990 | 1999 | 2008 | 2015 |
| --------- | ---- | ---- | ---- | ---- | ---- | ---- | ---- | ---- |
| Einwohner | 130  | 124  | 112  | 121  | 135  | 192  | 223  | 204  |

## Sehenswürdigkeiten

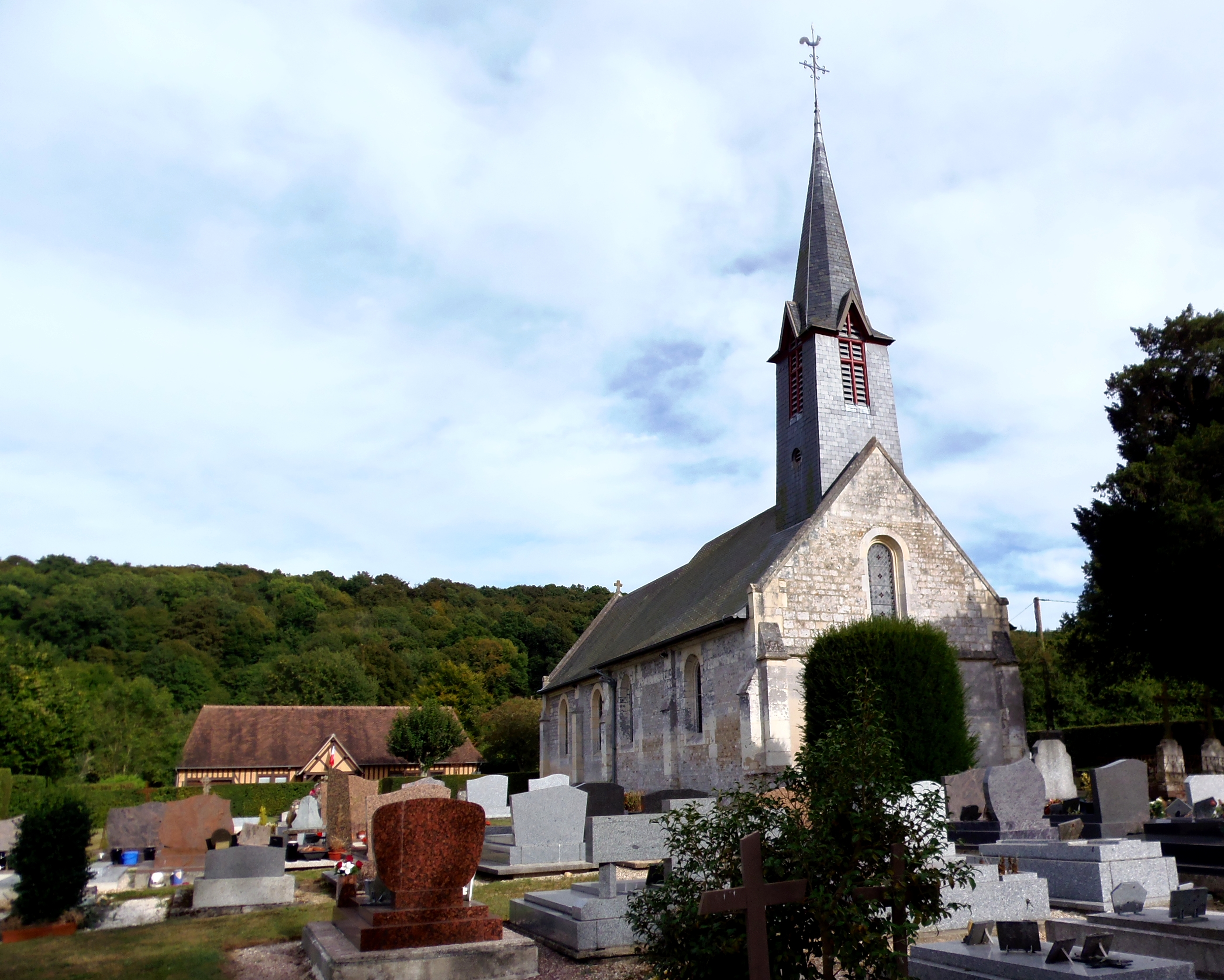
Kirche Saint-Désir

- Kriegerdenkmal
- Kirche Saint-Désir